# Чхороцку
Чхоро́цку (груз. ჩხოროწყუ, на мегрельском языке «девять источников») — город в крае Самегрело-Верхняя Сванетия, Западная Грузия, на реке Хоби. 45 км от железнодорожной станции Сенаки.

## История
Чхороцку известен как место археологических раскопок с обширными находками времён Колхиды бронзового века; по имени Чхороцку названа особая культура этого региона. Имеются и более поздние археологические памятники, так, известен хранящийся в Национальном музее в Тбилиси Золотой сосуд из Чхороцку XVI в.. В городе имеется музей с археологическими коллекциями каменного и бронзового века (оружие, керамика, драгоценные камни, украшения), коллекцией средневековых монет и печатей, рукописей и икон; всего фонд составляет 22 390 экспонатов.
30 декабря 1960 года село Чхороцку получило статус посёлка городского типа. В советское время — районный центр. Чхороцкуский район создан до 1 января 1940 г., упразднён в 1962 г. и восстановлен 23 декабря 1964 г..
В советское время в посёлке находились чайная фабрика и винзавод. В настоящее время имеется электростанция «Чхороцку ГЭС» (мощностью в 5,2 МВт, реальная выработка 3,5). Площадь земельного участка составляет 28 700 м², а площадь зданий и сооружений — 1600 м². В мае 2007 года объявлялся аукцион на 73 % акций ГЭС.
В 2018 году посёлку был присвоен статус города.

## Население
На 2014 год численность населения составляла 3141 жителей, включая 1500 беженцев из Абхазии (с конфликта 1992—1993 гг.), в большинстве грузины (мегрелы).

## Достопримечательности
- Городской исторический музей.

## Известные уроженцы
- Виссарион Кебурия — первый грузинский авиатор, организатор гражданской авиации